# Материнська любов (фільм)
«Материнська любов» (англ. Echo Valley) — американський трилер режисера Майкла Пірса за сценарієм Бреда Інґельсбі з Джуліанною Мур, Сідні Суїні та Доналлом Глісоном у головних ролях.

## Синопсис
Кейт Гарретт тренує коней на своїй фермі на півдні Пенсильванії, переживаючи особисту трагедію. Одного дня її донька Клер приходить до неї у тривожному стані.

## Акторський склад
| Актор           | Роль           |
| --------------- | -------------- |
| Джуліанн Мур    | Кейт Гарретт   |
| Сідні Свіні     | Клер Гарретт   |
| Донал Глісон    | Джекі          |
| Кайл Маклаклен  | Річард Гарретт |
| Фіона Шоу       | Джессі Олівер  |
| Едмунд Донован  | Раян           |
| Ребекка Кресков | Емма Хенвей    |

## Виробництво
Фільм був анонсований у березні 2023 року, сценарій до нього написав Бред Інгелсбі, а режисером виступив Майкл Пірс. Фільм спродюсували компанії Scott Free Productions і The Walsh Company, тоді як Рідлі Скотт, Майкл Прусс, Інгельсбі та Кевін Дж. Уолш виступили продюсерами, а Сідні Суїні та Джуліанна Мур були обрані на головні ролі. У квітні 2023 року Донал Глісон доєднався до акторського складу. У травні 2024 року Кайл Маклаклен, Фіона Шоу та Едмунд Донован приєдналися до акторського складу.
Зйомки розпочалися в Нью-Джерсі в травні 2023 року і завершилися наприкінці червня. Місця зйомок включають округи Хантердон і Морріс.